# Place des États-Unis
Der Place des États-Unis (ehemals Place de Bitche) ist ein Platz im Quartier de Chaillot im 16. Arrondissement von Paris.

## Lage
Der Platz liegt zwischen der Avenue d’Iéna (im Osten) und den Straßen Rue Galilée und Rue Dumont d’Urville (im Westen). Der rechteckige Platz erstreckt sich über eine Fläche von etwa 10.000 m², die größtenteils von einem öffentlichen Garten eingenommen wird: dem Square Thomas Jefferson.

## Namensursprung
Der ehemalige Place de Bitche wurde umbenannt, denn hier war die von Levi P. Morton eingerichtete amerikanische Botschaft (1881 bis 1885) und in dem Viertel wohnten viele Amerikaner.

## Geschichte
Dieser Platz wurde 1866–1867 von der Stadt Paris an der Stelle des ehemaligen Chaillot-Stauseen (heute Réservoirs de Passy) eröffnet, das von Dampfpumpen mit Wasser aus der Seine gespeist wurde. Er schloss die Rue de Juigné und einen Teil der Rue de Belloy ein. Seinen heutigen Namen erhielt er durch einen Erlass vom 16. August 1881. Das Gestalten der in der Mitte des Platzes gelegenen Gärten war Gegenstand eines Erlasses vom 21. August 1885.

### La place de Bitche
Der Platz entstand durch dem Abbau der alten Réservoirs de Passy (Sie wurden 1866 weiter oben zwischen den Straßen Lauriston, Paul-Valéry und Copernic wieder aufgebaut.) und hieß ursprünglich „Place de Bitche“, nach der Stadt Bitche im Département Moselle, die im Krieg von 1870 der preußischen Invasion tapfer widerstanden hatte.

### La place des États-Unis
Der Name wurde jedoch geändert, als Levi P. Morton, der US-Botschafter in Paris, dort im Jahr 1881 seine Residenz und auch den Hauptsitz der Gesandtschaft einrichtete, die ihre ungeeigneten Büroräume in der Rue de Chaillot 5 aufgeben musste. Tatsächlich bewegte das Wortspiel, zu dem sich der ursprüngliche Name im Englischen (=„Hündin“) eignete, sogar das Außenministerium so sehr, dass der Präfekt des Seine-Gebiets auf Drängen des Geschäftsträgers der Umbenennung des Platzes zustimmte, während ein Platz im 19. Arrondissement den Namen „Place de Bitche“ erhielt.

### La statue de la Liberté
Am 13. Mai 1885 wurde ein Bronzemodell der Freiheitsstatue (fr: Statue de la Liberté) Bartholdis auf dem Platz errichtet und eingeweiht. Sie wurde der Stadt vom Comité des Américains de Paris gestiftet und in der Mitte des Platzes gegenüber der Gesandtschaft der Vereinigten Staaten aufgestellt, wo sie bis 1888 stand.

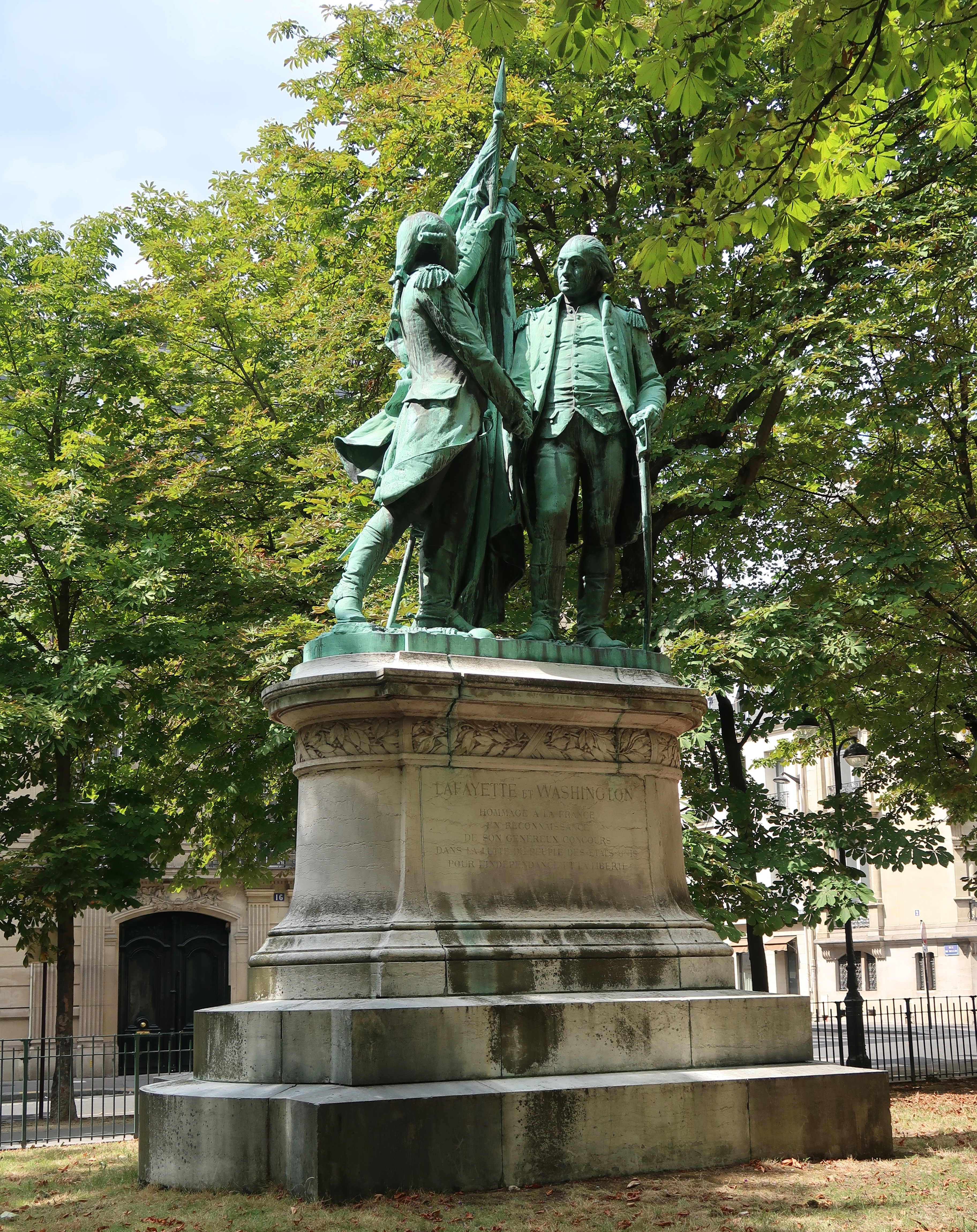
Monument à La Fayette et Washington

### Le Monument à La Fayette et Washington
Am östlichen Ende des Platzes steht sich das Denkmal für La Fayette und George Washington (1890), eine Bronzegruppe von Auguste Bartholdi, die von den Vereinigten Staaten gestiftet wurde.

### Le Monument aux Volontaires américains
Am 4. Juli 1923 weihte der Président du Conseil des ministres, Raymond Poincaré, auf dem Place des États-Unis das mit öffentlichen Spenden errichtete Denkmal für die amerikanischen Freiwilligen des Ersten Weltkriegs ein.

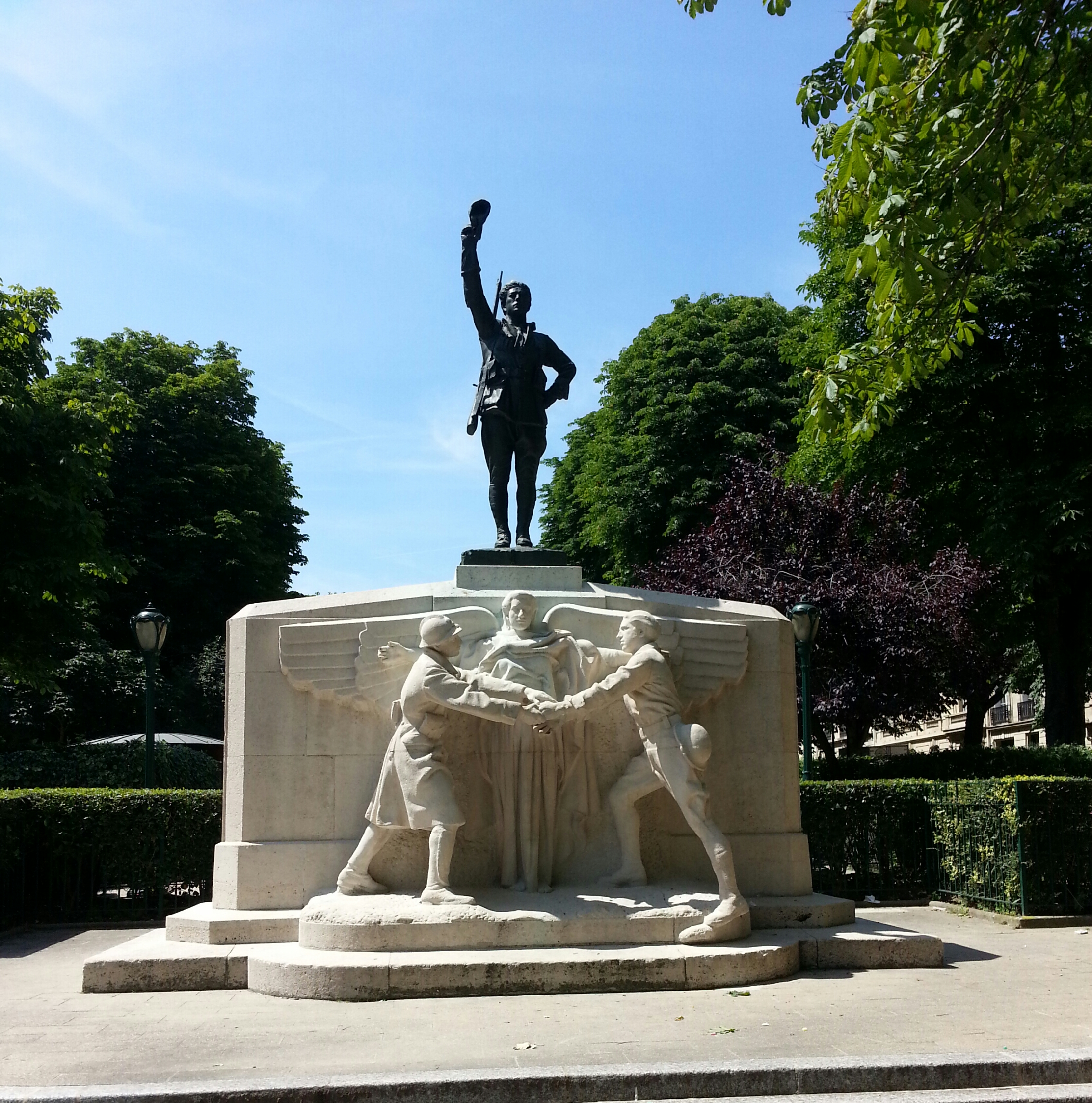
Monument aux Volontaires américains

Die Bronzestatue ist ein Werk des Bildhauers Jean Boucher, der nach einer Fotografie des Dichters Alan Seeger arbeitete. Der Name des Autors steht auf der Rückseite des Denkmals, auf dem auch die Namen der 23 anderen Amerikaner stehen, die in den Reihen der Fremdenlegion gefallen sind.
1978 wurde der östliche Teil des Platzes in Richtung Avenue d’Iéna zu Ehren seiner Taten während des Amerikanischen Unabhängigkeitskrieges in „Place de l’Amiral de Grasse“ umbenannt.

## Sehenswürdigkeiten
- Nr. 1: Nebenfassade der kuwaitischen Botschaft. Ehemaliges Hôtel der Gräfin Branicka, Treffpunkt der polnischen Diaspora zu Beginn des 20. Jahrhunderts.
- Nr. 2: Hôtel Ephrussi. Es wurde 1886 von Ernest Sanson für den Bankier Jules Ephrussi erbaut und gehörte dann dem ägyptischen König Fuad I., der es 1922 kaufte, bevor es von der Republik Ägypten beschlagnahmt wurde, die dort die Residenz ihres Botschafters einrichtete.
- Nr. 3: Hier richtete Levi Morton seine Residenz ein und beherbergte für kurze Zeit auch die Büros der Gesandtschaft der Vereinigten Staaten von Amerika.[3] Die amerikanische Schriftstellerin Edith Wharton lebte, wie eine Gedenktafel an der Fassade zeigt, zwischen 1907 und 1910 in dem Haus.
- Nr. 3B: Dieses kleine Hôtel aus Backstein und Stein wurde 1891 vom Architekten Vacherot für Madame de Meyendorff erbaut, wie die Plakette an der Fassade zeigt, und 1904 von den Architekten Coulomb und Chauvet um zwei Stockwerke erhöht, bevor es zum Wohnsitz des Gesellschaftsmalers Théobald Chartran und seiner Frau Sylvie wurde, in deren Salon sich Künstler, Literaten und Politiker trafen.[5]

Während der deutschen Besetzung von Paris im Zweiten Weltkrieg war es ein Nebengebäude der französischen Gestapo von Pierre Bonny und befand sich im vierten und fünften Stock. Es gibt Zellen, in denen Gefangene ermordet werden, Kriegsbeute und illegal gehandelte Waren gelagert werden und in denen gesellschaftliche Empfänge abgehalten werden.
Heute beherbergt das Gebäude die bahrainische Botschaft.
- Nr. 4: Hôtel Deutsch de la Meurthe. Erbaut für Henry Deutsch de la Meurthe (1846–1919), Industrieller und Luftfahrtpionier. Während des Zweiten Weltkriegs wurde das Hôtel von der Gestapo besetzt. Ab Ende der 1940er Jahre war es die Residenz des Finanziers Alec Weisweiller (1913–2005), Enkel von Henry Deutsch de la Meurthe, und seiner Frau, geborene Francine Worms (1916–2003), einer Förderin von Jean Cocteau. Das Gebäude ist heute die Residenz des kuwaitischen Botschafters in Frankreich.
- N. 11: Hôtel Bischoffsheim (auch bekannt als Hôtel de Noailles). Erbaut im Jahr 1895 von Paul-Ernest Sanson für den Finanzier Ferdinand Bischoffsheim (der dort Gemälde von Rubens, Edward Burne-Jones, Van Dyck, Rembrandt und Goya sowie eine Bronzesammlung ausstellte), wurde es nach ihm von seiner Enkelin, Viscountess Marie-Laure de Noailles, bewohnt, die dort Künstler und Schriftsteller empfing und Kostümfeste veranstaltete, insbesondere im Ballsaal und im Garten (zum Beispiel am 19. Juni 1929 den Bal des Matières in Anwesenheit der Schriftsteller Paul Morand und Maurice Sachs und des Malers Valentine Hugo). Sie vertraute Jean-Michel Frank die Dekoration der Lounges im ersten Stock an (insbesondere des Raucherzimmers und des Boudoirs). Viele berühmte Persönlichkeiten sind hier vorbeigekommen, wie etwa Yves Saint-Laurent in den späten 1960er Jahren, Jean Cocteau, Christian Dior und Salvador Dalí.[8] Vanity Fair stellt fest: „Katholiken und Juden, Homosexuelle und Frauenhelden, Kommunisten und Nationalisten, Surrealisten und Kubisten, Reiche und Mittellose: Alle sind willkommen.“ Marie-Laure de Noailles verwandelte das Raucherzimmer schließlich in ein Atelier und malte dort.

Nach dem Tod des Paares ging das Hôtel 1983 für 80 Millionen Francs in den Besitz des saudischen Finanziers Akram Ojjeh über (renoviert vom Architekten Pascal Desprez, der dort insbesondere ein Schwimmbecken mit Skulpturen von Aristide Maillol anlegen ließ). Er richtete im Erdgeschoss den Hauptsitz seines Unternehmens, die TAG-Gruppe, ein. Auf zeitgenössische Gemälde von Chagall, Masson und Mondrian sowie Porträts von Marie-Laure de Noailles von Balthus und Cocteau folgen nun Werke von Van Gogh, Monet, Renoir und Pissarro, ein Porträt von General Mustafa Tlas sowie Möbel aus dem 17. und 18. Jahrhundert, die größtenteils aus der Wildenstein-Auktion von 1977 stammen. Der König von Saudi-Arabien und die Königin von Schweden sind eingeladen. Seine Frau Nahed Ojjeh erbte das Gebäude nach seinem Tod im Jahr 1991 und empfing dort Persönlichkeiten wie den Geschäftsmann Jean-Marie Messier, den Essayisten Alain Minc, den Journalisten Alexandre Adler, den Politiker Dominique de Villepin, den Neurologen Yves Agid, den Biologen Jean-Didier Vincent, den Historiker Marc Fumaroli und den Schriftsteller Jean d’Ormesson.
Seit 2003 gehört das Gebäude der Kristallfabrik Baccarat, die es mit Hilfe des Designers Philippe Starck renovierte und einen luxuriösen Showroom, ein Kristallmuseum und ein Restaurant (Cristal Room) einrichtete.